# Brianne Leary
Brianne Banigan Leary (* 28. Juli 1957 in Providence, Rhode Island) ist eine US-amerikanische Schauspielerin und Erfinderin.

## Leben und Karriere
Brianne Leary wurde 1957 in Rhode Island geboren. Während der High School am Canyon Del Oro in Tucson, einer Stadt in Arizona, war sie Turnmeisterin und war bei den Staatsmeisterschaften im Jahr 1974 unter den besten drei. Leary war im Fernsehen zum ersten Mal als Kandidatin bei Match Game '76 zu sehen. Sie verdiente sich 9050 US-Dollar, da sie in den vier Folgen, in denen sie aufgetreten war, mehrere Spiele in Folge gewonnen hatte. Drei Jahre später kehrte sie als Promi-Diskussionsteilnehmerin zu dieser Show zurück, war aber die einzige Person in der Inkarnation der 1970er Jahre als Kandidatin und Diskussionsteilnehmerin auftrat. Ihre erste Schauspielerrolle hatte sie in der Serie Pazifikgeschwader 214 (1977–1978) als Krankenschwester Susan Ames. In der zweiten Staffel von CHiPs (1978–1979) spielte sie Officer Sindy Cahill. In einigen Shows wie Ein Colt für alle Fälle, Simon & Simon oder The Paper Chase hatte Leary einige Gastauftritte.
2007 erhielt sie ein Patent für ihr „tragbares Gerät zum Reinigen der Pfote eines Tieres“ mit dem Namen „Paw Plunger“.

## Filmografie (Auswahl)
- 1976–1978: Pazifikgeschwader 214 (Baa Baa Black Sheep, Fernsehserie, 14 Folgen)
- 1977–1983: CHiPs (Fernsehserie, 21 Folgen)
- 1979: The Paper Chase (Fernsehserie, 1 Folge)
- 1980: Die Traumfabrik (The Dream Merchants)
- 1980: Turnover Smith
- 1981: Pen ’n’ Inc.
- 1981: Ein Colt für alle Fälle (The Fall Guy, Fernsehserie, 1 Folge)
- 1982: The Astronauts
- 1982: No Soap, Radio (Fernsehserie, 2 Folgen)
- 1983: Off the Wall
- 1986: Simon & Simon (Fernsehserie, 1 Folge)
- 1998: Petsburgh USA